# Уруги
Уруги (яп. 売木村 Уруги-мура) — село в Японии, находящееся в уезде Симоина префектуры Нагано. Площадь села составляет 43,55 км², население — 620 человек (1 августа 2014), плотность населения — 14,24 чел./км².

## Географическое положение
Село расположено на острове Хонсю в префектуре Нагано региона Тюбу. С ним граничат посёлок Анан и сёла Неба, Хирая, Тоёне.

## Население
Население села составляет 620 человек (1 августа 2014), а плотность — 14,24 чел./км². Изменение численности населения с 1980 по 2005 годы:
| 1980 | 828 чел. |  |
| 1985 | 788 чел. |  |
| 1990 | 743 чел. |  |
| 1995 | 756 чел. |  |
| 2000 | 741 чел. |  |
| 2005 | 735 чел. |  |

## Символика
Деревом села считается бук городчатый, цветком — Lilium japonicum, птицей — японская зарянка.